# Астер (ракета)

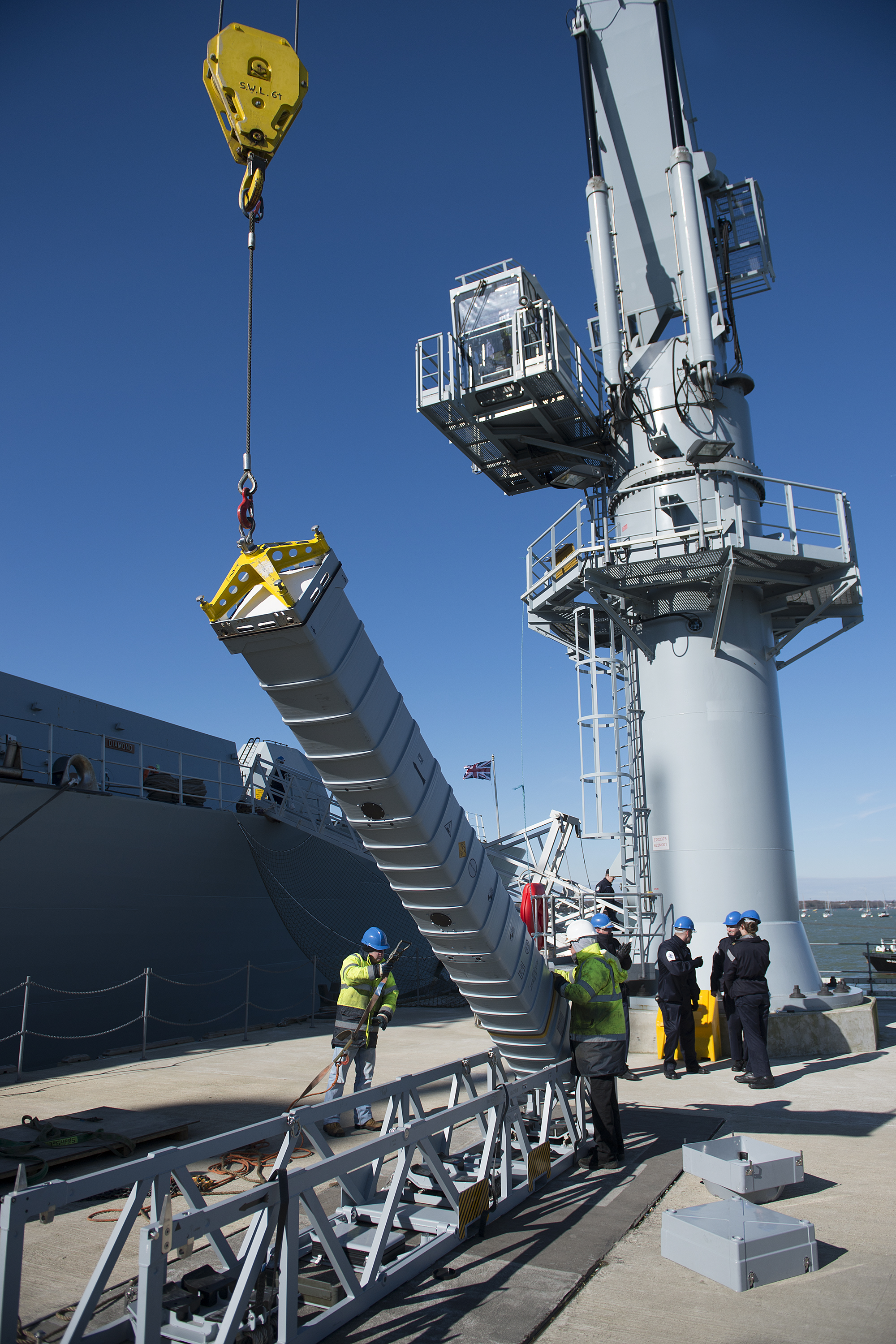
Погрузка на эсминец «Даймонд»

Aster («Астер») — семейство зенитных ракет, предназначенных для установок вертикального пуска, производится европейским консорциумом  Eurosam, состоящий из MBDA Франции, MBDA Италии и Thales Group (по 33 % каждая). Ракета предназначена для перехвата и уничтожения широкого спектра воздушных угроз, таких как сверхзвуковые противокорабельные  ракеты на предельно малой высоте и высокоскоростных самолётов или ракет.
Название «Aster» происходит от мифического греческого лучника по имени Астерион (в греческой мифологии), который предположительно получил своё имя от  древнего греческого слова астер (греч. ἀστήρ), что означает «звезда». 
«Астер» состоит на вооружении Франции, Италии и Великобритании и является интегрированным компонентом для ЗРК PAAMS, известного в Королевском флоте как Sea Viper. В качестве основного оружия ПВО, «Астер» применяется на эсминцах типа 45 и фрегатах типа «Горизонт». Ракетами «Астер» также оснащают французские и итальянские многоцелевые фрегаты FREMM, хотя они не будут работать как часть системы PAAMS.

## История
В течение 1980-х годов преобладающей ракетой франко-итальянского флота были системы ближнего радиуса действия, таких как французская Crotale, итальянская Aspide или американская Sea Sparrow, с дальностью порядка десяти километров. Некоторые суда были оборудованы американскими ракетами средней и большой дальности Стандарт. Франция и Италия решили начать развитие отечественной ракеты «земля-воздух», которую собирались принять на вооружения в первом десятилетии нынешнего тысячелетия, чтобы достичь сравнимую дальность при улучшенных возможностях перехвата по сравнению с уже находящимися на вооружении американским Стандартом или британским «Си Дарт». Это было востребовано для перехвата сверхзвуковых противокорабельных ракет следующего поколения, таких как «Брамос» совместной разработки Индии и России. 
В мае 1989 года был подписан Меморандум о взаимопонимании между Францией и Италией по развитию семейства перспективных ракет поверхность-воздух. Вскоре после этого была образована группа Eurosam. К июлю 1995 разработка оформилась в виде ракеты «Астер», одна из модификаций которой, «Астер 30», прошла испытания. Ракета успешно перехватила цель на высоте 15 000 метров на скорости 1000 км/ч. В фазе 2 в 1997 году был заключён контракт на $1 млрд для подготовки производства и развития французско-итальянских сухопутных и военно-морских систем.
В ходе разработки в период между 1993 и 1994 были отработаны все траектории полёта, высоты и диапазоны. В этот же период было проведено испытание ракет "Астер 30" залповым пуском. В мае 1996 года начались испытания ракеты «Астер 15» с активной радиолокационной головкой самонаведения по реальным целям. Все шесть попыток были успешными. В 1997 году «Астер» был тщательно испытан, на этот раз против таких целей, как БПЛА С22 и противокорабельная ракета первого поколения «Экзосет». Во многих пусках Астер демонстрировал прямое попадание в цель. Во время одного такого испытания 13 ноября 1997 года «Астер», не оснащённый боеголовкой, действовал в условиях сильного электронного противодействия, попадание определялось по данным телеметрии. Цель (С22) получила два глубоких разреза рулями ракеты «Астер».
В мае 2001 года «Астер» вновь успешно завершил «огневые испытания производителя» и был впервые развернут на французском атомном авианосце Шарль де Голль (R91). 29 июня 2001 года он осуществил успешный перехват ракеты «Арабель» на малой высоте меньше чем за пять секунд. В том же году объект, имитирующий самолёт, летящий на скорости 1 М на высоте в 100 метров, был успешно перехвачен ракетой «Астер 15». Первое боевое применение ракеты «Астер» состоялось в октябре 2002 года на борту авианосца Шарль де Голль. Наконец, в ноябре 2003 года Eurosam получил контракт на 3 млрд евро для проведения 3-го этапа производства и экспорта во Францию, Италию, Саудовскую Аравию и Великобританию. В результате было показано, что ракеты «Астер» соответствуют требованиям, предъявляемым  зенитным ракетам сухопутных, воздушных и военно-морских сил Франции, Италии и Соединённого Королевства. Решение создать унифицированную ракету с ускорителями разного размера позволили сделать систему модульной и расширяемой.
С 2002 по 2005 год итальянский экспериментальный фрегат Carabiniere (F581) предоставил испытательную платформу для испытательных стрельб «Астер 15» из УВП А43 с РЛС EMPAR и SAAM, и «Астер 30» из УВП А50 с РЛС EMPAR и PAAMS(E). На 2012 год Франция уже потратила €4,1 млрд в ценах 2010 года на 10 пусковых установок SAMP/T, 375 ракет «Астер 30» и 200 ракет «Астер 15». Ещё 80 «Астер 30» и 40 «Астер 15» были куплены для французских фрегатов «Горизонт» в рамках отдельной программы.

## Конструкция
ЗУР ближнего радиуса действия «Астер-15» и средней дальности «Астер-30» выполнены по двухступенчатой схеме. Маршевая ступень ракет общая, отличаются они только размерами первой стартовой ступени. Маршевая ступень выполнена по нормальной аэродинамической схеме с Х-образным крылом большого удлинения. Диаметр этой ступени 180 мм, длина 4 м, масса 300 кг. Компоновочно ракета состоит из восьми отсеков – маршевая ступень из пяти и разгонная из трёх.
Отсек №1 представляет собой радиопрозрачный обтекатель, под которым находится гиростабилизированная антенна активной головки самонаведения (ГСН). ГСН ракеты «Астер» представляет собой модификацию головки самонаведения ракеты «воздух-воздух» МIСА, работающую в диапазоне 10-20 ГГц. Ее диаметр 180 мм, длина с блоком электронной аппаратуры 0,6 м.
В отсеке №2 расположена бортовая аппаратура ракеты - электронная часть ГСН массой 18 кг,  инерциальная система управления с бортовой вычислительной машиной, система электропитания, неконтактный взрыватель с приёмоответчиком, осколочно-фугасная боевая часть массой ХХ кг с предохранительно-исполнительным механизмом. Корпус отсека изготавливается из алюминиевого сплава.
В отсеке №3 располагается двигатель пропорционального поперечного управления с выходом на четыре щелевых сопла. Конструкция подобрана таким образом, чтобы после выгорания топлива основного РДТТ центр масс маршевой ступени находился в районе этих щелевых сопел. Двигатель способен развивать тягу порядка 800-850 кг в любом направлении. Истечение газов из двигателя происходит постоянно. С помощью щелевых сопел производится управление направлением истечение газов. Ширина сопла может уменьшаться вплоть до полного закрытия и сведению тяги в этом направлении до нуля. Такая схема обеспечивает дополнительную «безынерционную» поперечную перегрузку порядка 12 g в любом направлении, перпендикулярном курсу ракеты, вне зависимости от высоты полёта.
Отсек №4 представляет собой корпус разгонно-маршевого двигателя твёрдого топлива. На его корпусе крепятся консоли крыла большого удлинения, в котором и расположены щелевые сопла двигателя поперечного управления. Такая схема расположения сопел выбрана для уменьшения влияния истекающих газов на рули.
В отсеке №5 вокруг соплового блока находятся четыре привода рулей. Отсек выполнен из алюминиевого сплава и снаружи от него Х образно расположены четыре трапецевидных цельноповоротных руля.
Переходный отсек №6 служит для соединения маршевой и разгонной ступеней.
В отсеке №7 находится стартовый РДТТ с поворотными соплами. На его корпусе крепятся четыре трапецевидные консоли стабилизатора. Они выполнены раскладывающимися для более компактного расположения в транспортно-пусковом контейнере.
В отсеке №8 вокруг газовода расположены четыре электромеханических привода управления вектором тяги.
Схема полёта ракеты следующая. При пуске ракеты на большую дальность ракета «Астер» идёт к цели по аэробаллистической траектории. При пуске на малую дальность ракета идёт к цели кратчайшим путем. Наведение ракеты на большей части её траектории полёта к цели осуществляется автономной командно-инерциальной системой по предварительным данным. В течение всего полёта РЛС зенитного комплекса отслеживает ЗУР и цель и, при необходимости, передаёт на ракету по радиоканалу команды коррекции. За 3-5 км до цели включается ГСН ракеты. После этого ЗУР «Астер» самостоятельно обнаруживает цель и автономно производит её перехват. Для устранения погрешностей наведения примерно за 1-1,5 секунды до встречи с целью включается двигатель поперечного управления.

## Характеристики
«Астер» можно охарактеризовать как противоракеты, способные перехватывать все типы высокоэффективных воздушных угроз, таких как: самолёты, беспилотные летательные аппараты, баллистические, крылатые и противокорабельные ракеты на дальности до 120 км. В настоящее время существуют две версии ракет «Астер»: ракеты ближней / средней дальности «Астер 15» и ракеты большой дальности «Астер 30». Обе ракеты идентичны, их разница в дальности перехвата и скорости обусловлена большим по размерам ускорителем, который используется на «Астер 30». Суммарная масса «Астер 15» и «Астер 30» составляют 310 кг и 450 кг соответственно. «Астер 15» имеет длину 4,2 метра, «Астер 30» — 5 метров. «Астер 15» имеет диаметр 180 мм. Учитывая большие размеры «Астер 30», военно-морская система потребует пусковых установок типоразмера как минимум А50 или А70. Кроме того, в американской УВП Mk 41 можно использовать «Астер 30».
«Астер 30» способен развивать скорость в 4,5 М при достижении высоты 20 км и способен выполнять воздушные манёвры с ускорением 60 g, что даёт ему очень высокую степень манёвренности. Это возможно благодаря сочетанию аэродинамического управления и системы управления вектором тяги под названием «PIF-PAF». Векторы тяги намеренно расположены в центре тяжести ракеты, обеспечивая максимально чувствительность. Эта система также предотвращает разрушение ракеты при большом ускорении во время коррекции траектории и позволяет выполнять такие манёвры без потери аэродинамических характеристик, повышая точность удара по цели. Стандартный запуск ракеты «Астер» может включать в себя изменение направления движения на 90 градусов. Eeurosam описывает «Астер» как ракету, «рассчитанную на непосредственное поражение цели».
Ракета «Астер» — автономно управляемая, оборудованная активной радиолокационной головкой самонаведения, что позволяет ЗРК справляться с насыщающей атакой. Корабельная РЛС выполняет роль обзора, метео, классификации целей, сопровождения и перехвата. В сочетании с продвинутой системой ПВО PAAMS с радарами Sampson и S1850M (как на британском эсминце типа 45), «Астер» способен одновременно сопровождать и перехватывать несколько целей одновременно. MBDA утверждает, что «Астер» способен осуществлять «множественные перехваты с высокой скорострельностью».

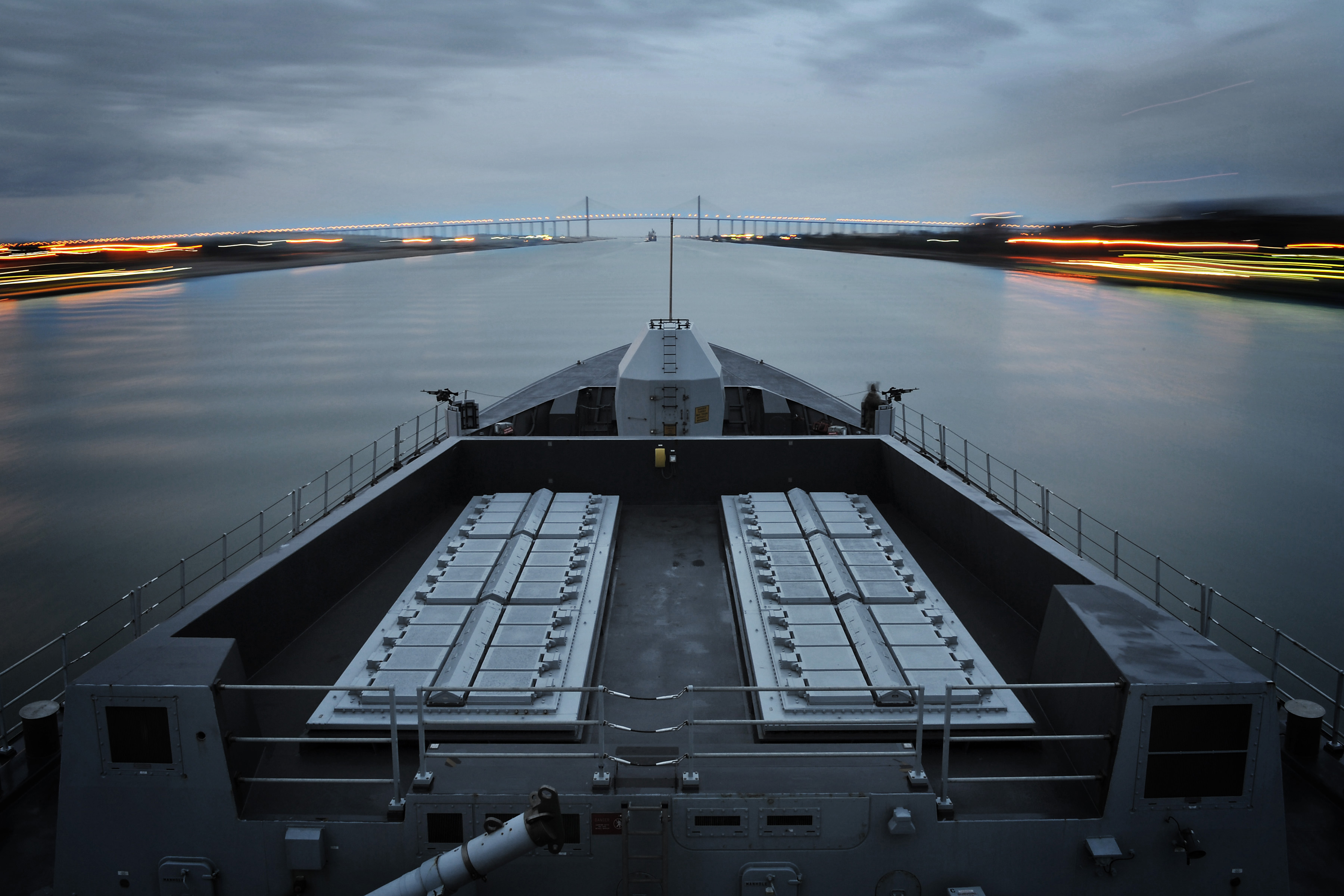
Установка с 48 ячейками А50 УВП Sylver на эсминце «Дэринг»

### Варианты
- Астер 15 — корабельная система ПВО малой и средней дальности
- Астер 30 блок 0 — корабельная ПВО средней и большой дальности
- Астер 30 блок 1 —  наземная система ПВО большой дальности против баллистических ракет с дальностью 600 км (тактические баллистические ракеты типа «Скад-Б»)[13]
- Астер 30 блок 1 NT (New Technology, новые технологии) — система ПВО большой дальности против баллистических ракет с дальностью 1500 км[14]

Блок 1 используется в системе Eurosam SAMP/T, состоящей на вооружении ВВС Франции и итальянской армии. На 2014 год разработка блока 1NT финансируется Францией и Италией. Блок 2 будет готов не ранее 2020 года. В 2016 году Великобритания проявила интерес в приобретении блока 1NT Версия для эсминцев типа 45.

## Развёртывание
Семейство ракет «Астер» является модульной системой вооружении и в сочетании с различными радарами входит в ряд зенитных ракетных комплексов морского и наземного базирования 

### Военно-морские системы

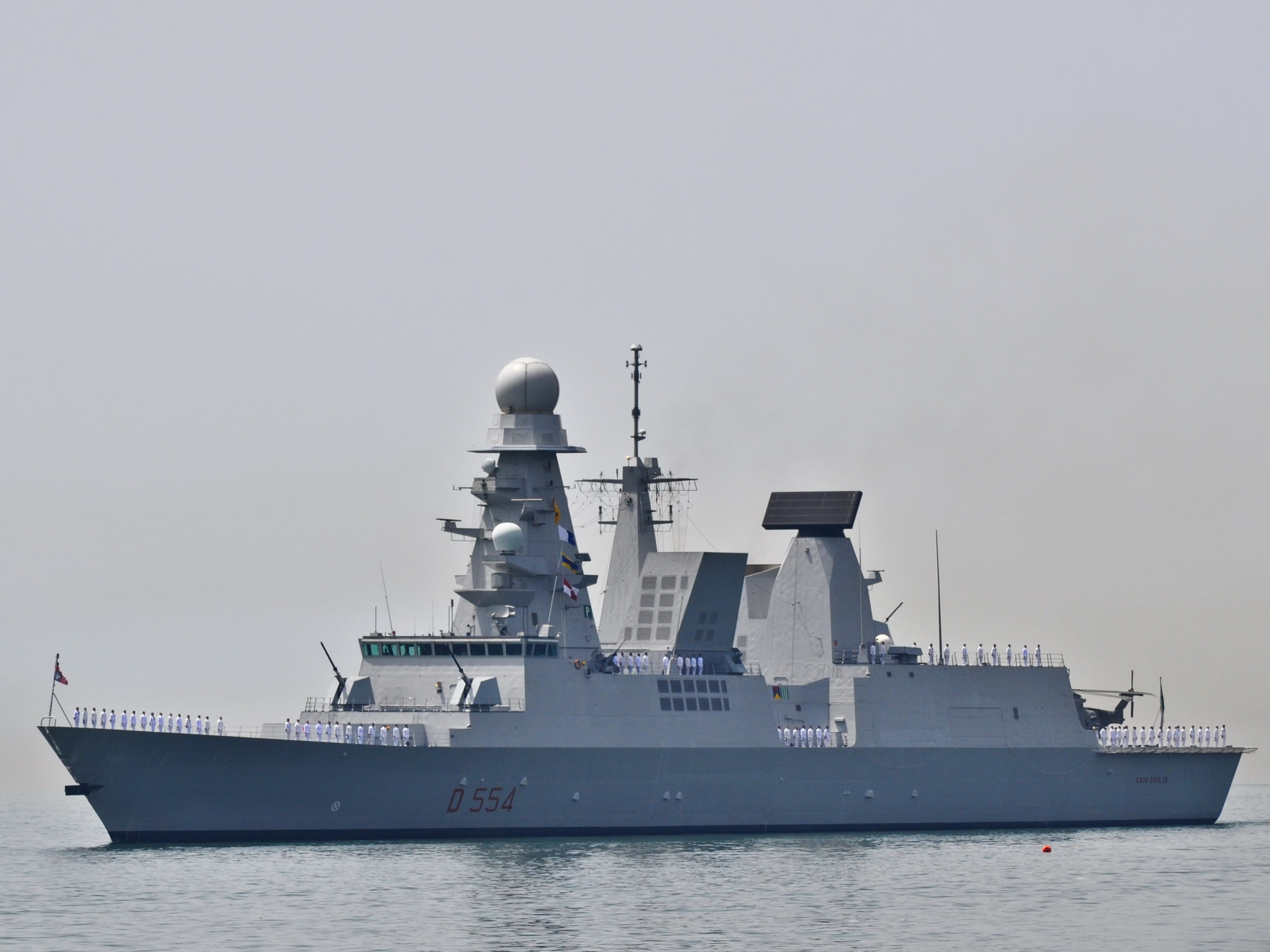
Итальянский фрегат «Кайо Дуилио» типа «Горизонт», оснащён ракетами «Астер 15» и «Астер 30»

Морские варианты комплексов используют вертикальные универсальные пусковые установки семейства Sylver трёх модификаций. Ячейки могут использоваться и для пуска других ракет, и количество размещённых в них ракет «Астер 15/30» зависит от конкретной операции, проводимой кораблём:
| Модель | Mica VL | 4 × VT1 | Aster 15 | Aster 30 | SCALP Naval |
| ------ | ------- | ------- | -------- | -------- | ----------- |
| A-43   | +       | +       | +        | –        | –           |
| A-50   | +       | +       | +        | +        | –           |
| A-70   | –       | –       | +        | +        | +           |

#### Зенитные комплексы самообороны
- SAAM 
  - SAAM/FR
    -  Франция, авианосец «Шарль-де-Голль»[18] - 4 × 8 УВП A-43 (Aster 15), РЛС «Arabel» ASTER FAMILY FACTS & FIGURES. — www.mbda-systems.com, 2017. — 17 July. — Дата обращения: 27.06.2020.

  - SAAM/IT
    -  Италия, авианосец Авианосец «Кавур»[18] - 4 × 8 УВП A-43 (Aster 15), РЛС EMPAR
- ЗРК французской версии фрегатов типа FREMM[18]
  -  Франция, фрегаты типа «Аквитания» (5 ед + 1 в постройке) - 2 × 8 УВП A-43 (Aster 15) + 2 × 8 УВП A-70 (для SCALP, но могут быть загружены Aster 30), РЛС «Herakles»
  -  Франция, версия ПВО (FREDA) фрегатов типа «Аквитания» (2 ед в постройке) - 4 × 8 УВП A-50 (Aster 15/30), РЛС «Herakles»
- ЗРК экспортных версий французских фрегатов типа «Лафайет»
  -  Сингапур, тип «Формидэбл» (6 ед), 2 × 8 УВП A-50 (Aster 15/30) + 2 × 8 УВП A-43 (Aster 15), РЛС «Herakles»
  -  Саудовская Аравия, тип «Аль-Рияд» (3 ед), 2 × 8 УВП (Aster 15) (A-43?)

#### Зенитные комплексы среднего радиуса действия
- PAAMS
  - PAAMS(S) / Sea Viper
    -  Великобритания, эсминцы типа 45[18] (6 ед) - 6 × 8 УВП A-50 (Aster 15/30), РЛС Sampson + РЛС дальнего обнаружения S1850M

  - PAAMS(E)
    -  Франция, фрегаты типа «Горизонт»[18] (2 ед) - 6 × 8 УВП A-50 (Aster 15/30), РЛС EMPAR + РЛС дальнего обнаружения S1850M
    -  Италия,  фрегаты типа «Горизонт»[18] / эсминцы типа «Андреа Дориа» (2 ед) - 6 × 8 УВП A-50 (Aster 15/30), РЛС EMPAR + РЛС дальнего обнаружения S1850M
- SAAM ESD
  -  Италия, фрегаты типа FREMM подтип «Бергамини»[18] (10 ед) - 2 × 8 УВП A-50 (Aster 15/30), РЛС MFRA
  -  Италия, версии Full и Light+ патрульных кораблей типа PPA[18] - 2 × 8 УВП A-70 (Aster 15/30 + SCALP), РЛС Leonardo-Finmeccanica AESA 3D Dual Band Radar
  -  Алжир ДВКД «Kalaat Béni Abbès» типа усовершенствованный «Сан-Джорджо» - 1 × 8 УВП A-50 (Aster 15/30), РЛС EMPAR

### Наземные системы

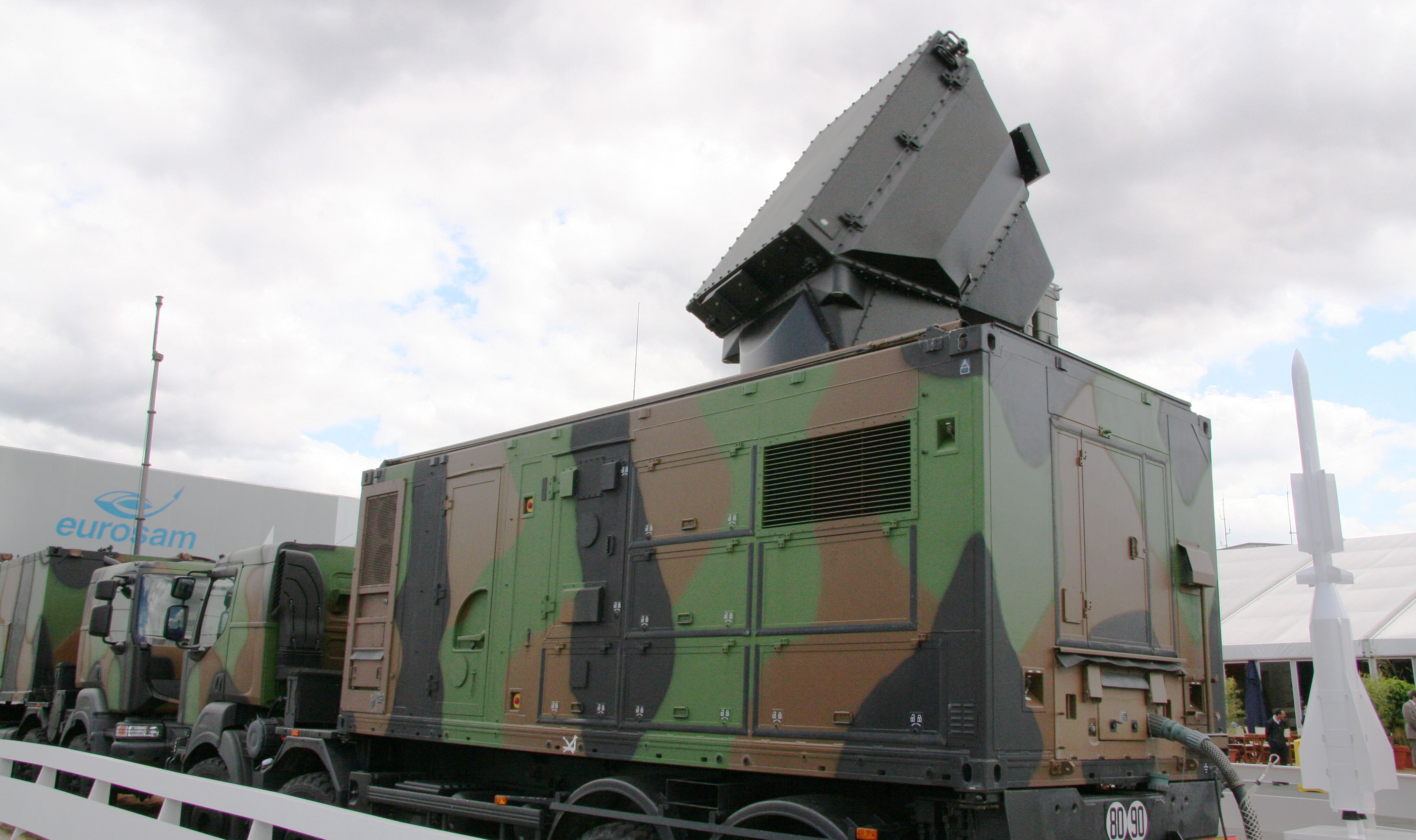
«Радиолокационный модуль» SAMP/T наземной системы ПВО

«Астер 30» успешно применяется в наземных ЗРК, выполняя функции «наземной территориальной системы ПВО». Он поставляется в зенитно-ракетном комплексе  SAMP/T (Surface-to-Air Missile Platform/Terrain, наземная платформа «земля-воздух»). Система использует сеть современных радаров и датчиков — в том числе трёхкоординатные радары с фазированной антенной решёткой позволяет ей быть очень эффективной против всех типов воздушных угроз. ЗРК SAMP/T использует модернизированную версию радара «Арабель» большой дальности, с улучшенными характеристиками, разработанных по программе модернизации «Астер 30 блок 1», для того, чтобы расширить функции системы против скоростных и высотных целей. Система способна перехватывать ракеты с дальностью 600 км.

## Тестирование

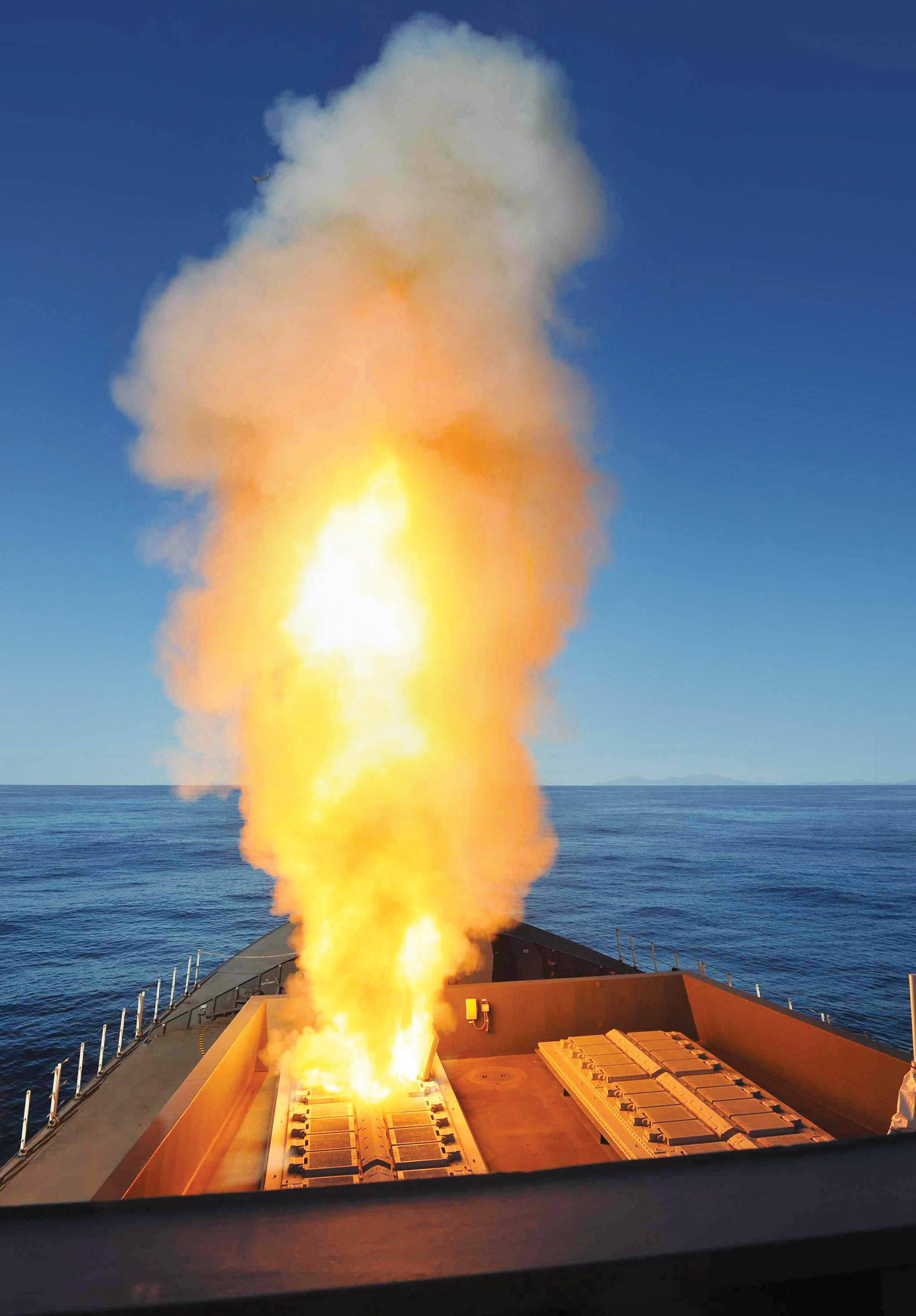
Первый пуск ракеты «Астер» с эсминца «Даймонд» в 2012 году

- В апреле 2008 года RSS Intrepid, фрегат типа «Формидэбл» ВМС Сингапура, во время военно-морских учений сбил беспилотную мишень недалеко от французского порта. В 2010 году, фрегат того же класса, RSS Supreme ракетой «Астер 15» сбили беспилотную мишень у Гавайских островов в рамках учений RIMPAC 2010.
- Начиная с эсминца «Даунтлесс» в сентябре 2010 года, все эсминцы типа 45 Королевского Военно-Морского Флота успешно перехватывали мишени Mirach ракетами «Астер» на полигоне Бенбекула на Внешних Гебридских островах, Шотландия. Mirach представляет собой беспилотный самолёт длиной 3,9 м, который развивает скорость до 970 км/ч на высотах от 3 м до 4,2 км.[20][21][22]
- В декабре 2011 года «Астер 30» сбил израильскую баллистическую ракету-мишень Black Sparrow, первый случай, когда «Астер» перехватила ракету такого типа.
- В апреле 2012 года французский фрегат «Форбин» типа «Горизонт» сбил американскую мишень GQM-163 «Койот», имитирующую низколетящую сверхзвуковую противокорабельную крылатую ракету со скоростью 2,5 М, летящую на высоте менее 5 метров. Это был первый раз, когда европейская система противоракетной обороны уничтожила сверхзвуковую низколетящую ракету.

## Перспективы
Хотя «Астер 30» уже является анти-баллистической ракетой, в варианте «Aster Block 2 BMD» ракеты «Астер 30» предполагается добавить возможность заатмосферного перехвата. Это позволит перехватывать баллистические ракеты с дальностью 3000 км. Скорость ракеты будет увеличена с 4,5 М до 7 М. Вариант должен был быть разработан к 2020 году.

## Операторы

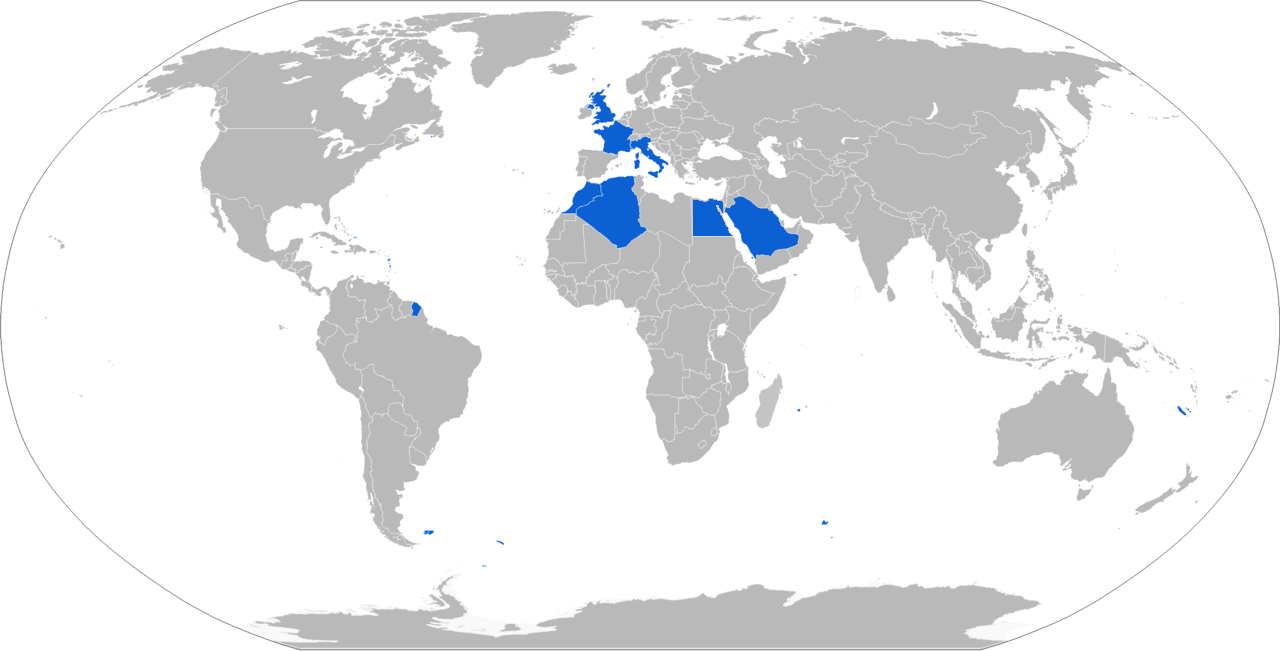
Страны, на вооружении которых стоит «Астер», отмечены синим цветом

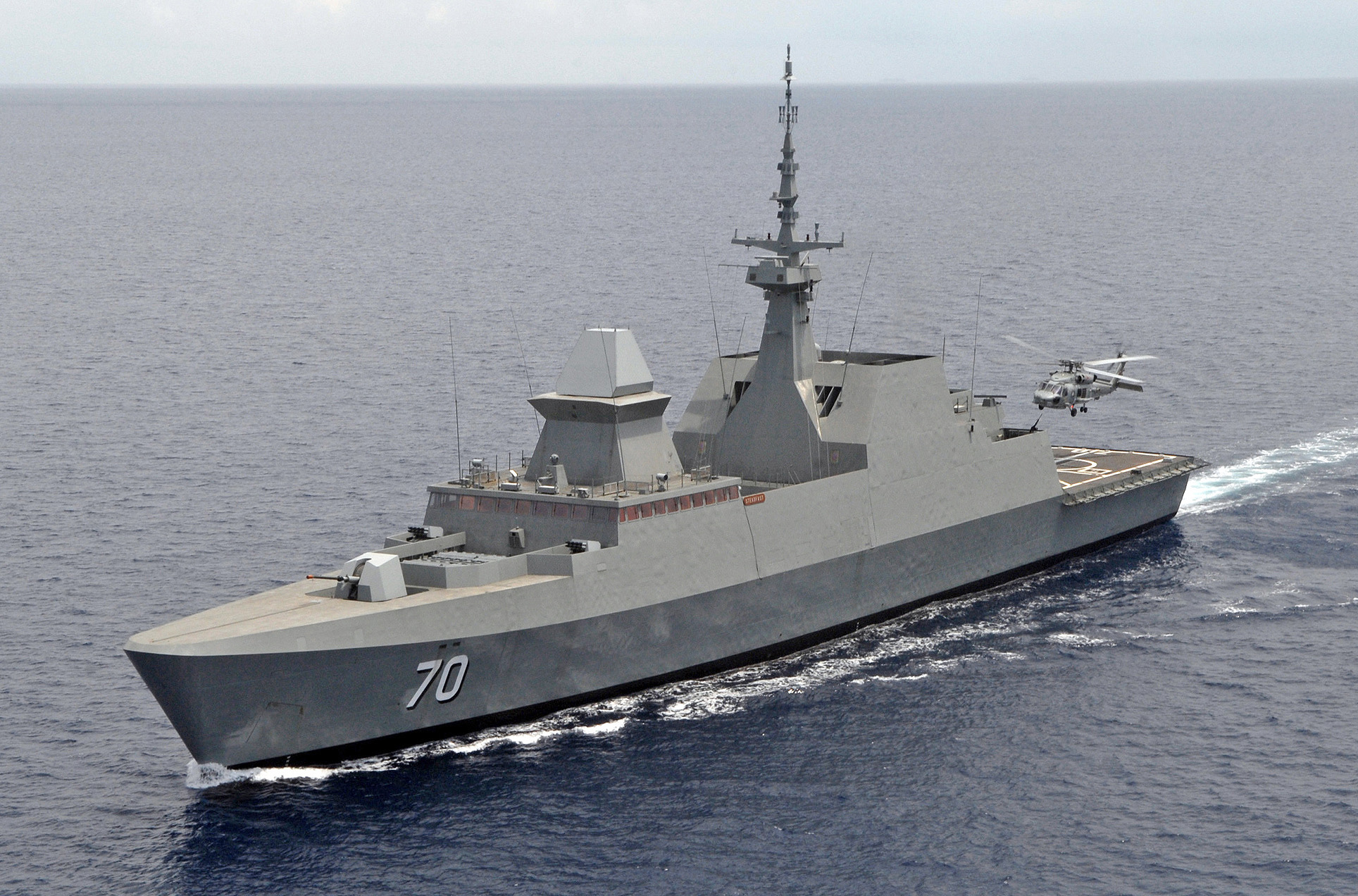
RSS Steadfast, фрегат типа Formidable Республики Сингапур оснащён ракетами «Астер 15» и 30

### Текущие операторы
Алжир
- Алжирский ВМС тип Kalaat Béni Abbès[28]

 Египет
- Египетский Флот [29]

 Франция
- Французский Военно-Морской Флот
- Французские ВВС

 Италия
- Итальянский Военно-Морской Флот
- Итальянская Армия

 Марокко
- Королевский Военно-Морской Флот

 Катар
- ВМС Катара[30]

 Саудовская Аравия
- Королевский Саудовский Военно-Морской Флот

 Сингапур
- Республика Сингапур, Военно-Морской Флот
- Республика Сингапур, ВВС

 Соединённое Королевство
- Королевский Военно-Морской Флот

 Украина
- Воздушные силы Украины

### Потенциальные операторы
Канада
- Канадские Вооружённые Силы[31]

 Турция
- Турецкие Вооружённые Силы[32]

 Швеция
- Шведские Вооружённые Силы[33]

## Внешние ссылки
- SAMP/T Aster 30 Mamba Surface-to-air defence missile system (armyrecognition.com)
- Video - HMS Diamond fires Aster 30 missile, 2012
- MBDA Aster 15 & 30 PAAMS
- MBDA Aster 15 SAAM
- Eurosam Aster page
- Саид Аминов. ЗЕНИТНАЯ РАКЕТНАЯ СИСТЕМА «АСТЕР» // Вестник ПВО. — Дата обращения: 27.06.2020.
- Болотов Е.Г., Мизрохи Б.Я. "Новое поколение зенитных управляемых ракет средней дальности" Специальный выпуск журнала "Полет" к 50-летию МКБ "Факел", 2003 г. // статья на сайте "Вестник ПВО". — Дата обращения: 27.06.2020.
- ASTER FAMILY FACTS & FIGURES. — www.mbda-systems.com, 2017. — 17 July. — Дата обращения: 27.06.2020.
- Зенитный ракетный комплекс PAAMS // https://missilery.info. — Информационная система «Ракетная техника». — Дата обращения: 27.06.2020.
- Зенитный ракетный комплекс SAMP-T // https://missilery.info. — Информационная система «Ракетная техника». — Дата обращения: 27.06.2020.